# Taxe sur le transport public aérien et maritime en provenance ou à destination de la Corse
Lire en ligne

Lire sur Légifrance

La taxe sur le transport public aérien et maritime en provenance ou à destination de la Corse (TEP) est une taxe française créée en 1991 afin de financer la collectivité territoriale de Corse.

## Historique
Afin de faire participer les entreprises de transport public aérien et maritime à l’effort d’aménagement de la Corse, une taxe sur le transport public aérien et maritime en provenance ou à destination de la Corse est créée en 1991. Elle est codifiée à l'article 1599 vicies du Code général des impôts.
En 2014, l'Inspection générale des finances liste la contribution parmi une liste de 192 taxes à faible rendement.

## Caractéristiques

### Redevables
La taxe est due par n'importe quel passager d’une entreprise de transport aérien et maritime, à destination ou au départ de Corse. Contrairement à la taxe ultramarine assise sur le nombre de passagers embarquant, la présente taxe est assise sur le nombre de passagers embarquant et débarquant. En 2012, la DGFIP évalue nombre de redevables à 322 601. Mais l'IGF souligne l’incohérence des chiffres (4,57 € par passager pour un montant moyen par redevable de 145 €) sans pouvoir l'expliquer.
Le tarif de la taxe due par les entreprises de transport public aérien et maritime est fixé par l'assemblée de Corse dans la limite de 4,57 euros par passager.

### Bénéficiaires
Jusqu'en 2006, le produit de la taxe est affecté au « Fonds d’intervention pour l’aménagement de la Corse » puis le produit revient au  budget  général  de la collectivité territoriale de Corse.

### Produit
|              | 2007 | 2008 | 2009 | 2010 | 2011 | 2012 | 2013 | 2014 | 2015 | 2016 |
| ------------ | ---- | ---- | ---- | ---- | ---- | ---- | ---- | ---- | ---- | ---- |
| Produit (M€) | 26   | 23   | 23   | 30   | 32   | 47,4 | 35   | 31   |      | 33   |